# Assalt a la Caserna de la Montaña
L'assalt a la Caserna de la Montaña va tenir lloc el 19 i 20 de juliol de 1936 a Madrid, durant els primers dies de la Guerra Civil Espanyola. El general Joaquín Fanjul es va atrinxerar a la caserna situada a la muntanya del Príncipe Pío, amb 1.500 soldats i 180 falangistes, esperant reforços que no van arribar. Forces lleials a la República, incloent policies i milicians de la CNT i la UGT, van assetjar l'edifici. Després d'intensos bombardejos, l'assalt final va provocar una massacre, amb entre 500 i 900 morts. Fanjul i altres oficials van ser capturats i afusellats. La victòria republicana va assegurar Madrid i va permetre controlar altres focus revoltats. La caserna, greument danyada, va quedar en ruïnes fins a la seva desaparició als anys 70.